# Vliegtuigongeluk bij Kopenhagen
Het vliegtuigongeluk met de KLM Douglas DC-3 C-47 PH-TCR vond plaats op zondag 26 januari 1947 op de luchthaven Kastrup bij Kopenhagen in Denemarken.

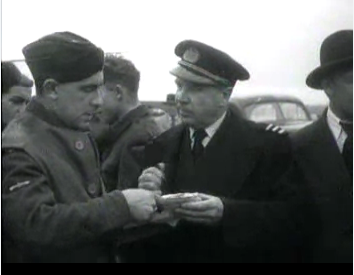
Gezagvoerder Gerrit J. Geysendorffer

Het toestel onder gezag van Gerrit J. Geysendorffer was onderweg van Amsterdam naar Stockholm en had om 14.58 uur een geslaagde tussenlanding gemaakt op Kastrup. Enkele passagiers waren uitgestapt en enkele nieuwe reizigers waren aan boord gekomen. De weersomstandigheden waren uitstekend. Om 15.31 uur startte gezagvoerder Geysendorffer voor het traject naar Stockholm. Het toestel steeg op. Volgens waarnemers was de stijghoek iets groter dan normaal. Al snel nam de stijghoek nog verder toe, tot het toestel op een hoogte van ongeveer 100 meter in een overtrektoestand raakte. Het toestel maakte hierop een slag naar links en stortte vervolgens loodrecht op de grond. Er volgde onmiddellijk een explosie waarvan een vuurzee het gevolg was. De brandweer en de overige hulpdiensten konden niets ondernemen. Alle 22 inzittenden kwamen om het leven. Onder hen waren de Amerikaanse operazangeres Grace Moore en de Zweedse erfprins Gustaaf Adolf, die in Nederland op jachtbezoek was geweest bij prinses Juliana en prins Bernhard.
De Raad voor de Luchtvaart verrichtte onderzoek naar de oorzaak van het ongeluk. Daarbij kwam vast te staan dat de klamp waarmee het hoogteroer verankerd zat, niet voor aanvang van de startprocedure verwijderd was. De bemanning had dit kennelijk ook niet gecontroleerd, hoewel dit wel had gemoeten. Daardoor bleef het hoogteroer geblokkeerd tijdens de start en kon Geysendorffer het toestel niet meer onder controle krijgen. Een en ander leidde ertoe dat voortaan verplicht felgekleurde wimpels aan de klampen moesten worden bevestigd, opdat meteen zichtbaar zou zijn wanneer een klamp niet verwijderd was.